# Masters of the Universe: The Super Adventure
Masters of the Universe: The Super Adventure, aussi appelé Terraquake ou Masters of the Universe in Terraquake ou encore He-Man and The Masters of the Universe Superadventure - The Terraquake Game, est un jeu d'aventure textuel développé par Adventure Soft et édité par U.S. Gold, sorti à partir de 1986 sur ordinateurs personnels ZX Spectrum, BBC Micro, Commodore 64, IBM PC et Amstrad CPC, se déroulant dans l'univers des Maîtres de l'univers de Mattel.

## Système de jeu
Le joueur incarne le prince Adam, qui doit retrouver l'Épée du Pouvoir pour se transformer en Musclor et affronter Skeletor. Celui-ci s'apprête à envahir Eternia à l'aide de sa nouvelle machine à tremblements de terre, qui lui donne le contrôle d'une horde de créatures de pierres, les Rockbinders.

## Développement
L'équipe composée de Mike Woodroffe, Teoman Irmak, Stefan Ufnowski et Graham Lelley, qui s'était distinguée avec la réalisation de Touchstones of Rhiannon (en), est de retour sur ce titre.